# Братя Иванови
Братя Иванови Хаджиласкови, известни първоначално като Хаджиласкови, а след това като Иванови, са български търговци и индустриалци от последните десетилетия на XIX и първите на XX век.

## Произход
По произход са от Банско. Петимата братя – Никола (Конде), Тодор, Лазар, Минко (Михаил) и Борис, имат и сестри – Богдана Лазарова, Катерина Хадживълчева и Елена Хаджиласкова. Баща им, Иван Хаджиласков, е сред големите и привилегировани търговци от Банско. Той натрупва състоянието си от търговия с кожи и дървен материал. Има кантора във Виена, построява пътя до Серес, а керваните му са охранявани от турската полиция.

## Търговска и индустриална дейност
След Освобождението на България, когато Банско остава под турска власт, те се преселват в София, където основават търговска фирма. Представители на фирмата най-често са Никола и Тодор Иванови, а Минко Иванов става финансов съветник на княз Александър Батенберг. Като близки до Двореца братята търговци завързват връзки с политически фигури, като особено близки стават с княжеския флигеладютант Никола Иванов, по-късно генерал и военен министър (1896 – 1899). С помощта на високи протекции натрупват огромно състояние. Търгуват в най-различни сфери – от захар и продажба на оръжие на македонските революционери до строителство и хотелиерство, дървопреработване (фабрика в Белово) и др.

### Строителство
На братя Иванови е възложено строителството на мавзолея на княз Александър Батенберг, като са финансирани с 60 хиляди златни лева; строят го от август 1895 до 1897 година.
Изграждат в София два хотела, както и сгради с магазини и кантори. Всички сгради по ул. „Триадица“ са тяхно притежание. Строят също така шосета, мостове, канализации.
Домът, който си построяват в София през 1912 година на ул. „Денкоглу“ 19, наподобява миниатюрен виенски палат. Изграден е по проект на арх. Кирил Маричков, който го посочва като свой шедьовър.

### Оръжеен бизнес
При търговията с оръжие братята Иванови закупуват от армията бракувани оръжия на безценица, а ги продават на Македонската организация на висока цена, въпреки че са нейни членове, дори в ръководството ѝ. Продават оръжия и на други революционни и терористични организации. Участват в оръжейни афери с Наум Тюфекчиев. Поради спекулативните цени и измами Македонската организация решава да започне сама да се снабдява с оръжие, но на търга през февруари 1897 година, когато военен министър е Никола Иванов, братя Иванови отново печелят сделката.
На търга през 1897 година закупуват 112 хиляди кримкови пушки, оставени още на времето от Русия, и 50 милиона патрона. Поради ограничените възможности за продажба на остарелите патрони братята изграждат фабрики в Русе и Разград за повторно използване на барута и оловото. Барутната фабрика в Русе е едно от най-големите промишлени предприятия в града, в нея работят около 300 души, включително жени и деца, а мерки за безопасност почти не се спазват. На 25 юли 1897 година става експлозията на складирания барут и патрони, довела до страшна катастрофа, при която загиват по-голямата част от работниците. Никола и Тодор Иванови са временно арестувани, но освободени срещу гаранция от 100 000 лева. При дебати в Народното събрание са критикувани висши държавни лица; по време на съдебния процес излизат наяве редица нередности. Никола Иванов е осъден на 3 месеца затвор, Тодор Иванов – на 1 месец, двамата трябва да заплатят 62 000 лева на пострадалите. След като обжалват присъдата, съдът намалява наказанието им и те общо дават 25 хиляди лева.

### Тежка промишленост
През 1908 година Никола Иванов е сред основателите на командитното дружествово „Гранитоид“ за бетонни и железобетонни изделия и постройки, заедно с Едуард Наудашер, Иван Буров и Никола Иванов. То държи 70% от циментовата промишленост, има водещи позиции и в електро- и въгледобива, производството на минерални масла,  асфалт, битум и др.